# Alexander Morris
Alexander Morris, (17 mars 1826 – 28 octobre 1889) est un homme politique canadien. Il a fait partie du cabinet du premier ministre John A. Macdonald (1869 – 1872) et fut le second lieutenant-gouverneur du Manitoba (1872 – 1877). Il est aussi connu pour être le premier lieutenant-gouverneur du district de Keewatin.

## Biographie
Alexander Morris est né à Perth, dans le Haut-Canada (aujourd'hui l'Ontario). Il est le fils de William Morris, homme d'affaires et homme politique du parti conservateur de l'époque. De sa position social privilégié, il étudia au Canada et en Écosse, puis travailla 3 ans à Montréal pour la firme de Thorne et Heward.